# Adri van der Poel
Adrianus Aloysius Jacobus ("Adri"/"Adrie") van der Poel, född den 17 juni 1959 i Bergen op Zoom är en nederländsk före detta tävlingscyklist. På landsväg vann han sex klassiker och två etapper i Tour de France, medan han i cykelcross blev världsmästare 1996 och vann både UCI World Cup och Superprestige 1997. I cykelcross vann han dessutom fem silver (1985, 1988, 1989, 1990 och 1991) och två brons (1992 och 1999) vid världsmästerskapen och på landsväg vann han VM-silver i linjelopp 1983. Nämnas bör också bedriften att starta i tjugo nationsmästerskap i cykelcross i rad och aldrig komma sämre än sexa (och sexa blev han bara en gång!).
Han representerade Nederländerna vid OS 1980 (sjua i linjelopp) och året efter blev han professionell,
Han är svärson till Raymond Poulidor och far till cyklisterna Mathieu och David van der Poel. Även hans yngre bror, Jacques van der Poel, var professionell tävlingscyklist (deltog i både Tour de France och Giro d'Italia).
Cykelcrossloppet Grote Prijs Adrie van der Poel är uppkallat efter honom.

## Meriter

### Landsväg
1980
7:a i linjelopp vid Olympiska spelen
1981
Vinnare av etapp 1 i Critérium du Dauphiné Libéré
2:a totalt i Paris–Nice
Vinnare av etapp 3
2:a i La Flèche Wallonne
1982
Vinnare av  Züri Metzgete
Vinnare av etapp 4 i Paris–Nice
1983
Vinnare av prologen i Tour de Luxembourg
Vinnare av Nationale Sluitingsprijs
2:a  i linjelopp vid Världsmästerskapen
3:a Giro di Lombardia
1984
4:a totalt i Tirreno–Adriatico
Vinnare av poängtävlingen
Vinnare av etapp 4
1985
Vinnare av Brabantse Pijl
Vinnare av Clásica de San Sebastián
Vinnare av Paris–Bryssel
Vinnare av Scheldeprijs
Tour de Luxembourg
Vinnare av etapperna 1 och 4
Vinnare av GP de Cannes
Tvåa totalt i Nissan Classic
Vinnare av etapp 5
2:a i Giro di Lombardia
3:a totalt i Driedaagse van De Panne-Koksijde
1986
Vinnare av Flandern runt
Vinnare av Nationale Sluitingsprijs
2:a i Liège–Bastogne–Liège
3:a i Paris–Roubaix
3:a i Züri Metzgete
6:a totalt i Nissan Classic
1987
Vinnare  av linjeloppet i Nederländska mästerskapen
Vinnare av Paris-Tours
Vinnare av Giro del Piemonte
Vinnare av Grand Prix de Fourmies
Vinnare av Grand Prix du canton d'Argovie
Vinnare av etapp 9 i Tour de France
Tour de Suisse
Vinnare av etapperna 1 och 2
Vinnare av Nationale Sluitingsprijs
1988
Vinnare totalt av  Étoile de Bessèges
Vinnare av etapp 2
Vinnare av Liège–Bastogne–Liège
Vinnare av etapp 16 i Tour de France
3:a i Flandern runt
3:a i Grand Prix d'Ouverture La Marseillaise
1989
Vinnare av etapp 6 i Paris–Nice
Vinnare av etapp 5 i Tour Méditerranéen
2:a i Brabantse Pijl
2:a i E3 Harelbeke
1990
Vinnare av Amstel Gold Race
Vinnare av Grand Prix du canton d'Argovie
2:a i Grand Prix d'Ouverture La Marseillaise
1991
Vinnare av Circuito de Getxo
Vinnare av etapp 4 i Ronde van Nederland
1992
2:a totalt i Tour of Britain
1994
Vinnare av Profronde van Heerlen
2:a i Nationale Sluitingsprijs
1999
Vinnare av Grote Prijs Marcel Kint

### Cykelcross
Världsmästerskapen och de nederländska mästerskapen hölls i januari–mars, medan UCI World Cup och Superpresitige är vintersäsongslånga serier av olika deltävlingar.
| SäsongTävling             | 1980 1981 | 1981 1982 | 1982 1983 | 1983 1984 | 1984 1985 | 1985 1986 | 1986 1987 | 1987 1988 | 1988 1989 | 1989 1990 | 1990 1991 | 1991 1992 | 1992 1993 | 1993 1994 | 1994 1995 | 1995 1996 | 1996 1997 | 1997 1998 | 1998 1999 | 1999 2000 |
| ------------------------- | --------- | --------- | --------- | --------- | --------- | --------- | --------- | --------- | --------- | --------- | --------- | --------- | --------- | --------- | --------- | --------- | --------- | --------- | --------- | --------- |
| Världsmästerskapen        | –         | –         | –         | –         |           | –         | –         |           |           |           |           |           | 5         | 5         | 4         |           | 4         | 25        |           | 4         |
| Nederländska mästerskapen | 6         | 4         |           |           |           | 4         | 5         |           |           |           |           |           |           | 4         |           |           |           |           |           |           |
| UCI World Cup             | X         | X         | X         | X         | X         | X         | X         | X         | X         | X         | X         | X         | X         | 4         | 4         | 6         |           |           | 4         | 4         |
| Superprestige             | –         | –         | –         | –         | 14        | –         | –         | 12        | 13        | 30        | 17        | 24        | 6         | 12        |           |           |           |           |           |           |
| UCI:s världsranking       | X         | X         | X         | X         | X         | X         | X         | X         | X         | X         | X         | X         | 5         | 5         | 5         | 5         | 1         | 2         | 4         | 4         |

X = Ej införd